# گاری مواد غذایی

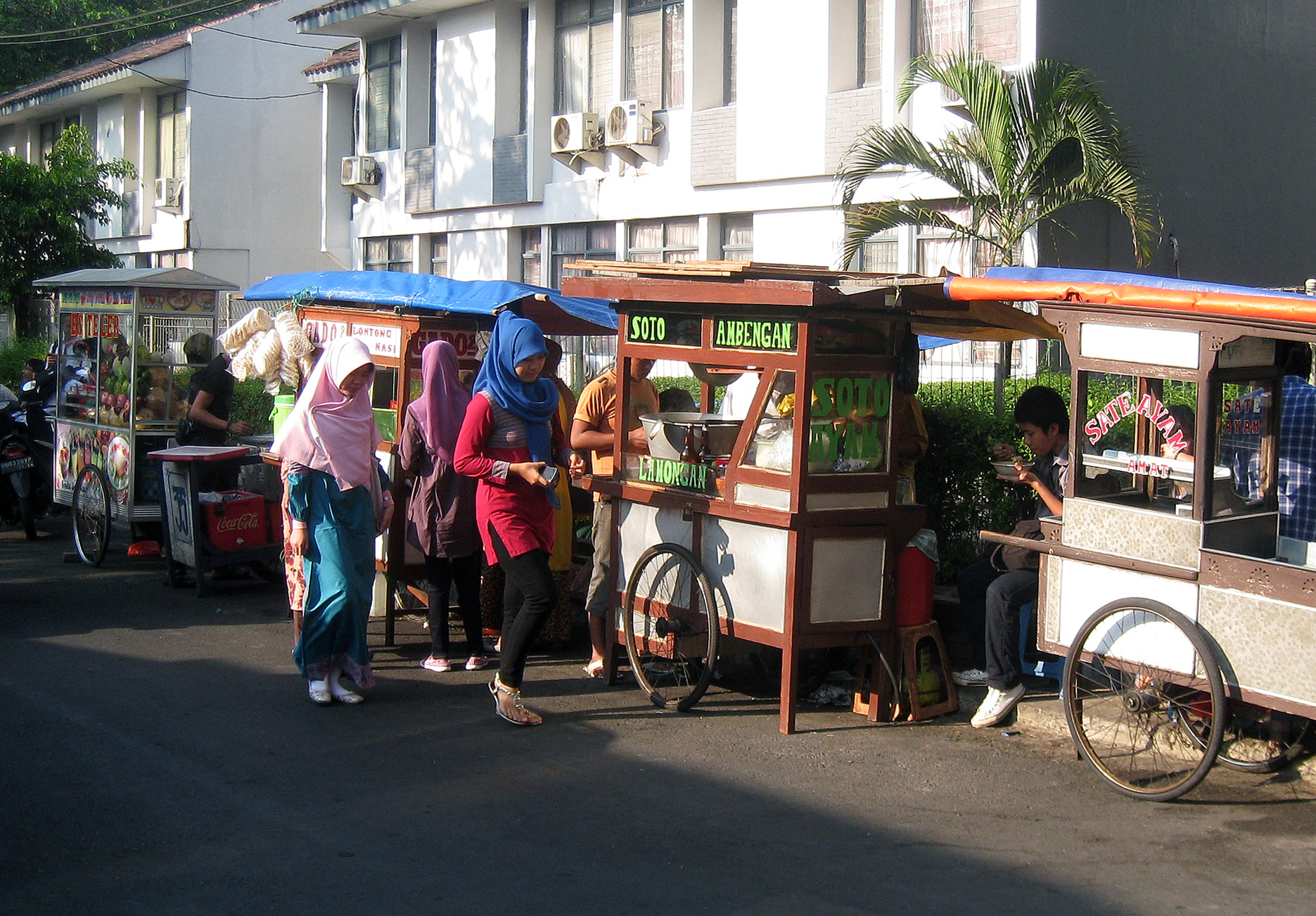
چرخ دستی‌های سنتی چوبی برای فروش مواد غذایی در خیابانهای جاکارتا.

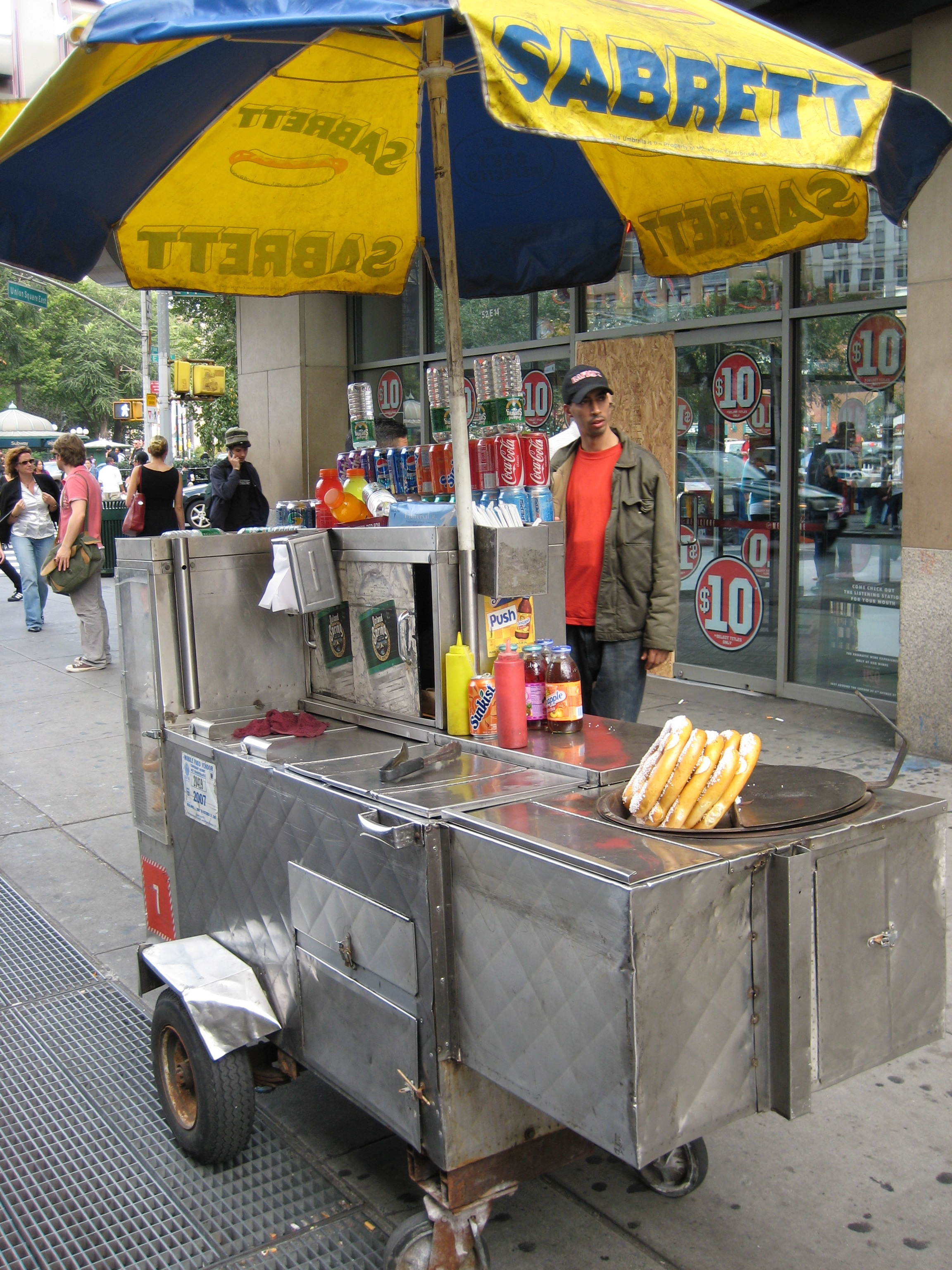
یک فروشنده خیابانی با گاری فروش هات داگ.

گاری مواد غذایی (نیز: گاری خوراکی، چرخ مواد غذایی، چرخ دستی غذافروشی و مانند آن) یک آشپزخانه سیار است که به منظور تسهیل بازاریابی و فروش مواد غذایی خیابانی به مردم در محل‌های عابران پیاده مستقر می‌شود. چرخ دستی‌های مواد غذایی در بسیاری از شهرهای بزرگ در سراسر جهان وجود دارند و یک یا چند نوع خوراکی می‌فروشند. 
چرخ دستی‌های مواد غذایی در دو سبک اصلی تولید می‌شوند. نوع اول، به گونه‌ای است که فروشنده در داخل قرار می‌گیرد و از طریق یک پنجره مواد غذایی را می‌فروشد. در نوع دوم تمام فضای چرخ دستی به نگهداری مواد غذایی اختصاص دارد.
چرخ دستی‌های متفاوت از وانت خوراکی هستند. بر عکس وانت‌ها و خودروهای مواد غذایی، گاری یا چرخ دستی فاقد نیروی محرکه است و باید هل داده شود. هل دادن گاری توسط فرد یا با کشیده شدن توسط دوچرخه، حیوانات اهلی یا وسیله نقلیه دیگر صورت می‌گیرد.

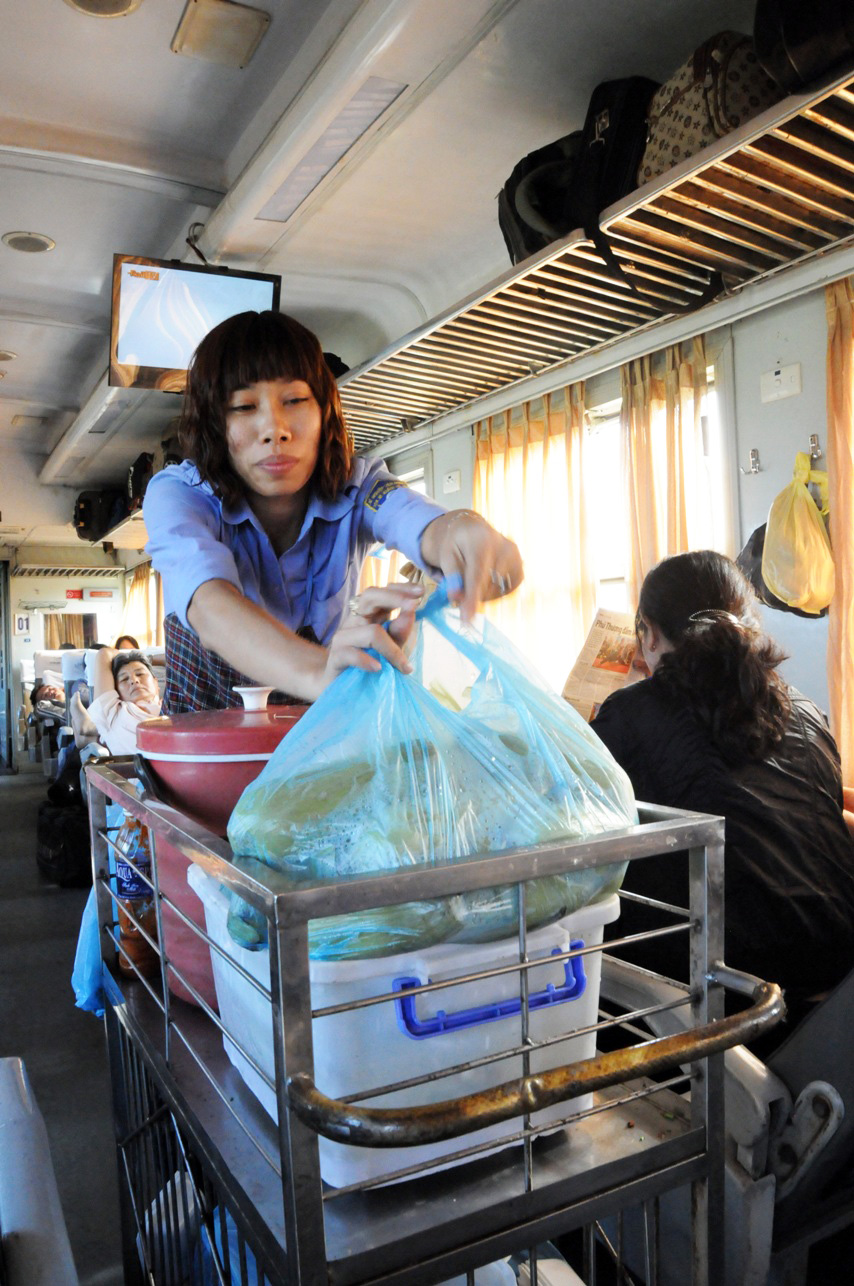
فروشنده ذرت در راه آهن ویتنام.